# Chachai
Chachai es una localidad que queda la India en el distrito de Rewa, estado de Madhya Pradesh.

## Geografía
Se encuentra a una altitud de 488 m. s. n. m. a 553 km de la capital estatal, Bhopal, en la zona horaria UTC +5:30.

## Demografía
Según un estimación de 2010, contaba con una población de 4 864 habitantes.